# Ксанаду (Титан)
Ксанаду (лат. Xanadu) — крупная светлая деталь альбедо на поверхности Титана, самого большого спутника Сатурна, природа которого пока не ясна.
Впервые эта местность (сравнимая по величине с Австралией) была идентифицирована на снимках телескопа «Хаббл» в 1994 году. Исследования аппарата «Кассини», начавшиеся в 2004 году, обнаружили множество деталей её рельефа, включая горные цепи, долины, ударные кратеры, русла, прорезанные метановыми реками, и, возможно, высохшие озёра.
Вначале исследователи предполагали, что Ксанаду — это приподнятый регион. На это указывала его повышенная яркость, характерная для возвышенностей Титана, направление речных русел в некоторых местах и отклонение в сторону подходящих к границе Ксанаду дюн. Однако данные о высоте поверхности, полученные для отдельных участков радаром «Кассини», показали, что высота Ксанаду (по крайней мере в среднем) не больше, чем у окрестностей. Эта местность лежит на 0—1 км ниже среднего уровня поверхности Титана (2575 км от центра) и понижается на восток и на юг. Рельеф Ксанаду довольно пересечённый (диапазон высот превышает 2 км), но на его чёткой западной границе резкого перепада высот не оказалось. Существует гипотеза, что изначально этот регион был приподнят сильнее, но потом его высота уменьшилась из-за эрозии и, возможно, тектонических процессов.
Название Ксанаду происходит от имени райского места, описанного в поэме Сэмюэля Тейлора Кольриджа «Кубла-хан» (Шанду, летней резиденции императора Хубилая).